# Allowissadula pringlei
Allowissadula pringlei är en malvaväxtart som först beskrevs av Joseph Nelson Rose, och fick sitt nu gällande namn av D.M. Bates. Allowissadula pringlei ingår i släktet Allowissadula och familjen malvaväxter. Inga underarter finns listade i Catalogue of Life.